# Estêvão Ângelo Fernando
Estêvão Ângelo Fernando (Inhassunge, 17 de junho de 1974) é um prelado moçambicano da Igreja Católica, desde 2025 é bispo de Alto Molócuè.

## Biografia
Depois de frequentar o Seminário Preparatório de Santo Agostinho, em Quelimane, ingressou no Seminário Filosófico de Santo Agostinho, na Matola, e, posteriormente, no Seminário Teológico São Pio X, em Maputo, obtendo o grau de Bacharel. Recebeu a ordenação presbiteral em 24 de junho de 2001, sendo incardinado na Diocese de Quelimane.
Exerceu as funções de Vigário Paroquial e depois Pároco de Mocuba (2001-2006); Membro da Comissão para os Refugiados da África Austral (2002-2006); Diretor espiritual do Movimento Apostólico Xaveriano (2003-2010); Reitor do Seminário Preparatório de Santo Agostinho de Quelimane (2007-2010); Presidente da Comissão de Comunicações de Quelimane (2010-2011); Colaborador na Paróquia de Santa Maria Maggiore em Cordenons, Diocese de Concordia-Pordenone (Itália) (2011-2014); Licenciatura em Teologia Pastoral pela Faculdade Teológica do Triveneto em Pádua (2014); Colaborador na Paróquia de São Francisco de Assis em Pordenone, Diocese de Concordia-Pordenone (Itália) (2015-2019); Formador no Seminário Filosófico de Santo Agostinho na Matola (2020-2021); Doutorado em Teologia Pastoral pela Pontifícia Universidade Lateranense de Roma.
Até à sua nomeação episcopal, desde 2022 era Formador e Tesoureiro no Seminário Filosófico São Carlos Lwanga em Nampula.
Em 23 de janeiro de 2025, foi nomeado pelo Papa Francisco como bispo da recém erigida Diocese de Alto Molócuè. Recebeu a ordenação episcopal e tomou posse do ofício em 10 de maio de 2025, na Catedral Nossa Senhora Rainha do Mundo de Alto Molócuè, tendo como consagrante principal o núncio apostólico em Moçambique, Dom Luís Miguel Muñoz Cárdaba, assistido por Dom Inácio Saúre, I.M.C., arcebispo de Nampula e por Dom Inácio Lucas Mwita, bispo de Gurué.